# Termisk nedbrytning
Termisk nedbrytning är en process där ett ämne bryts ner i mindre beståndsdelar genom behandling med värme. Termisk nedbrytning sker ofta genom kemiska reaktioner, då kemiska föreningar bryts sönder till åtminstone två olika komponenter.
Ett exempel på termisk nedbrytning är pyrolysprocesser. Till exempel vid pyrolys av kol avgår flyktiga pyrolysgaser vid höga temperaturer medan koks blir kvar.
Många kalcineringsprocesser är också termisk nedbrytning. Till exempel när kalciumkarbonat (ofta i form av kalksten) kalcineras till kalciumoxid (bränd kalk), avgår koldioxid, enligt reaktionen nedan.
CaCO3(s) → CaO(s) + CO2(g)